# Nyctemera poliodesma
Nyctemera poliodesma är en fjärilsart som beskrevs av Swinhoe 1917. Nyctemera poliodesma ingår i släktet Nyctemera och familjen björnspinnare. Inga underarter finns listade i Catalogue of Life.